# Ronde van Castilië en León 2005
De Vuelta Castilla y León 2005 werd gehouden van 27 april tot en met 1 mei in Spanje. Het was de 20ste editie van deze Spaanse etappekoers.

## Etappe-overzicht
| etappe | datum    | start      | finish       | afstand  | winnaar          | klassementsleider |
| ------ | -------- | ---------- | ------------ | -------- | ---------------- | ----------------- |
| 1e     | 27 april | Astorga    | Astorga      | 142 km   | Sérgio Ribeiro   | Sérgio Ribeiro    |
| 2e     | 28 april | Astorga    | Zamora       | 168 km   | Carlos Torrent   | Luis Pasamontes   |
| 3e     | 29 april | Toro       | Toro         | 45 km    | Stéphane Goubert | Stéphane Goubert  |
| 4e     | 30 april | Zamora     | Salamanque   | 181 km   | Carlos García    | Stéphane Goubert  |
| 5e     | 1 mei    | Salamanque | La Covatilla | 176,5 km | Carlos García    | Carlos García     |

## Eindklassementen
| Algemeen klassement |                          |                      |           |
| Plaats              | Naam                     | Ploeg                | Tijd      |
| Zwarte trui         | Carlos García            | Comunidad Valenciana | 17u03'31" |
| 2                   | Francisco Pérez          | Milaneza-Maia        | + 50"     |
| 3                   | David Blanco             | Comunidad Valenciana | + 1' 08"  |
| 4                   | Eladio Jiménez           | Comunidad Valenciana | + 1' 21"  |
| 5                   | Javier Pascual Rodríguez | Comunidad Valenciana | + 1' 56"  |
| 6                   | Jorge Ferrío             | Spiuk                | + 2' 03"  |
| 7                   | Stéphane Goubert         | AG2R Prévoyance      | + 2' 07"  |
| 8                   | Bruno Castanheira        | Milaneza-Maia        | + 2' 33"  |
| 9                   | Mikel Astarloza          | AG2R Prévoyance      | + 2' 36"  |
| 10                  | Danail Petrov            | Milaneza-Maia        | + 2' 53"  |

1985 · 1986 · 1987 · 1988 · 1989 · 1990 · 1991 · 1992 · 1993 · 1994 · 1995 · 1996 · 1997 · 1998 · 1999 · 2000 · 2001 · 2002 · 2003 · 2004 · 2005 · 2006 · 2007 · 2008 · 2009 · 2010 · 2011 · 2012 · 2013 · 2014 · 2015 · 2016 ·2017 · 2018 · 2019 · 2020 · 2021 · 2022 · 2023 · 2024